# Ibrahim Chalfin
Ibrahim Isschakowitsch Chalfin (russisch Ибрагим Исхакович Хальфин; * 20. Apriljul. / 1. Mai 1778greg. im Gouvernement Kasan; † 13. Januarjul. / 25. Januar 1829greg. ebenda) war ein tatarisch-russischer Tatarischphilologe und Hochschullehrer.

## Leben
Chalfins Vater Isschak Chalfin und Großvater Sagit Chalfin waren Tatarischlehrer in Kasan. Chalfin erhielt eine islamische Erziehung und wurde im August 1800 Tatarischlehrer am Kasaner Gymnasium. 1801 übernahm er zusätzlich das Amt des Zensors der asiatischen Druckerzeugnisse. Im Juli 1812 wurde er der erste Lektor für Tatarisch an der Universität Kasan. 1923 wurde er zum Adjunktprofessor für östliche Literatur an der Universität Kasan ernannt. Einer seiner Schüler war Józef Kowalewski.
1809 wurde in Kasan Chalfins Alphabet und Grammatik der tatarischen Sprache mit den Regeln für das Arabischlesen gedruckt. Im gleichen Jahr erschien sein tatarisches Lesebuch mit dem Leben Dschingis Khans und Aksak Timurs, das nach Meinung Christian Martin Joachim Frähns auf Tschagataischen Texten Abu’l Ghazi Bahadurs beruhte.